# اولیویه پیون
اولیویه پیون (فرانسوی: Olivier Peyon‎؛ زادهٔ ۲۳ ژانویهٔ ۱۹۶۹) کارگردان فیلم، و فیلم‌نامه‌نویس اهل فرانسه است.